# نيد توماس
نيد توماس (بالإنجليزية: Ned Thomas)‏ هو كاتب وصحفي بريطاني، ولد في 1936.